# فرانچسکو دی جنارو
فرانچسکو دی جنارو (انگلیسی: Francesco Di Gennaro؛ زادهٔ ۵ دسامبر ۱۹۸۲) بازیکن فوتبال اهل ایتالیا است.
از باشگاه‌هایی که در آن بازی کرده‌است می‌توان به باشگاه فوتبال هلاس ورونا، باشگاه فوتبال ویرتوس لانچانو، باشگاه فوتبال دلفینو پسکارا، ماترا کالچو، و باشگاه فوتبال ناپولی اشاره کرد.